# Ryszard Kraus
Ryszard Władysław Kraus (ur. 30 czerwca 1964 w Bestwinie, zm. 3 listopada 2013 tamże) – polski piłkarz występujący na pozycji napastnika, czterokrotny reprezentant Polski.

## Kariera
Kraus rozpoczął swoją karierę w LZS Bestwina, skąd w 1980 roku trafił do GKS-u Jastrzębie. Po siedmiu latach zdecydował się odejść do Odry Wodzisław, gdzie występował przez kolejne półtora roku. Przed rundą wiosenną sezonu 1988/89 wrócił do Jastrzębia, które występowało wówczas w I lidze. Kraus wystąpił wówczas w 14 spotkaniach i zdobył 6 bramek, jednak nie uchroniło to klubu przed spadkiem do niższej ligi. Latem 1989 roku przeniósł się do Górnika Zabrze. W sezonie 1990/91 zdobył 16 goli, co zaowocowało debiutem w reprezentacji, który miał miejsce 5 lutego 1991 roku w meczu z Irlandią Północną. W 1994 roku przeszedł do GKS-u Tychy, zaś karierę zakończył w 1996 roku w barwach LKS Bestwina.